# Гелена Вайґель
Гелена Вайґель (нім. Helene Weigel; 12 травня 1900, Відень — 6 травня 1971, Берлін) — німецька акторка і театральна адміністраторка (директорка театру), політична діячка.

## Життя і творчість
Народилася в заможній родині; батько був керуючим в текстильній фірмі, мати володіла магазином іграшок. Акторської майстерності Вайґель навчалася у Відні в актора Р. Шильдкраута. У 1919 році була прийнята в трупу Драматичного театру у Франкфурті-на-Майні, де грала, зокрема, Марію в «Войцеку» Г. Бюхнера і Піперкарку в «Щурах» Ґ. Гауптмана; виконанням головної жіночої ролі в п'єсі А. Броннена «Батьковбивство» потрясла самого автора, в той час найближчого друга Бертольта Брехта.
У 1923 році була прийнята в трупу берлінського Державного театру під керівництвом Л. Йеснера, в 1925 році перейшла в Німецький театр, яким в ті роки керував Макс Райнгардт. Одночасно виступала на інших столичних сценах — «Фольксбюне» і експериментальної «Юнге Бюне».
У Берліні Вайґель зіграла свої перші ролі в п'єсах Брехта — «Барабани в ночі», «Вища міра», «В джунглях міст», «Людина є людина». З кінця 1920-х років була акторкою Театру на Шифбауердам, де Брехт вперше намагався втілити в життя принципи свого «епічного театру».
Після приходу нацистів до влади в 1933 році Вайґель разом з Брехтом, з яким одружилася, емігрувала спочатку в Данію, потім до Швеції, до Фінляндії й нарешті в США. Успішна кар'єра акторки без доброго знання іноземних мов за кордоном була неможлива.
У США Вайґель зіграла в 1944 році німу роль в голлівудському фільмі «Сьомий хрест» за знаменитим романом Анни Зеґерс.
Після повернення в Європу, в 1948 році, Вайґель зіграла у швейцарському Курі головну роль в брехтівській постановці «Антігони» Софокла. У жовтні того ж року Брехт і Вайґель приїхали в Берлін, в його східний сектор, де отримали нарешті можливість створити свій театр — «Берлінер ансамбль», що відкрився в січні 1949 року виставою «Матінка Кураж та її діти», головну роль в якому грала Вайґель. З моменту заснування і до своєї смерті, в 1971 році, Вайґель офіційно, як інтендантка, очолювала театр, який вже в 50-х роках отримав світове визнання — починаючи зі Всесвітнього театрального фестивалю в Парижі в 1954 році, де «Матінка Кураж» була удостоєна першої премії.
У 1950 році Гелена Вайґель стала одним із засновників Академії мистецтв НДР. Ставши членом СЄПН, вона у 1954 році балотувалася на виборах до Берлінської ради. Тричі актриса нагороджувалась Національною премією НДР. 1960 року Вайґель отримала звання професора мистецтв, 1965 року була нагороджена золотим орденом «За заслуги перед Вітчизною».
Похована в Берліні на Доротеєнштадтському цвинтарі, поряд зі своїм чоловіком, який помер у 1956 році.

## Творчість
Багато жіночих образів у п'єсах Бертольта Брехта були створені під впливом Вайґель, актриси з потужним внутрішнім темпераментом, при зовнішній стриманості гри, що особливо успішно виступала в гострохарактерних ролях. Серед найкращих ролей актриси — Пелагея Власова, Тереса Каррар, Єврейська жінка у п'єсі «Страх та розпач у Третій імперії», Нателла Абашвілі у «Кавказькому крейдяному колі» Брехта. Вершиною творчості Хелени Вайґель вважається Ганна Фірлінг — матінка Кураж у знаменитій п'єсі Брехта.

### До 1993 року
- 1928 — "Людина є людина" Б. Брехта. Постановка Еріха Енґеля — вдова Бегбік (Фолькобюне, Берлін)
- 1930 — "Захід" Б. Брехта. Постановка З. Дудова — Агітатор (Берлінська філармонія)
- 1931 — "Людина є людина" Б. Брехта. Постановка Бертольта Брехта – вдова Бегбік (Державний театр, Берлін)
- 1932 — "Мати" Б. Брехта за мотивами роману А. М. Горького. Постановка Еміля Буррі — Пелагея Власова (Театр на Шифбауердам)

### Берлінер ансамбль
- 1949 — "Матінка Кураж та її діти" Б. Брехта. Постановка Е. Енгеля і Б. Брехта — Анна Фірлінг
- 1952 — "Мати" Б. Брехта за мотивами роману А. М. Горького — Пелагея Власова
- 1952 — "Гвинтівки Тереси Каррар" Б. Брехта. — Тереса Каррар
- 1954 — "Кавказький крейдяний круг" Б. Брехта. Постановка Б. Брехта — Нателла Абашвілі
- 1964 — "Коріолан" В. Шекспіра. Постановка М. Векверта та Й. Теншерта — Волумнія
- «Страх і розпач у Третій імперії» Б. Брехта — Єврейська жінка